# Academia Tunisina de Ciências, Letras e Artes Beit al-Hikma

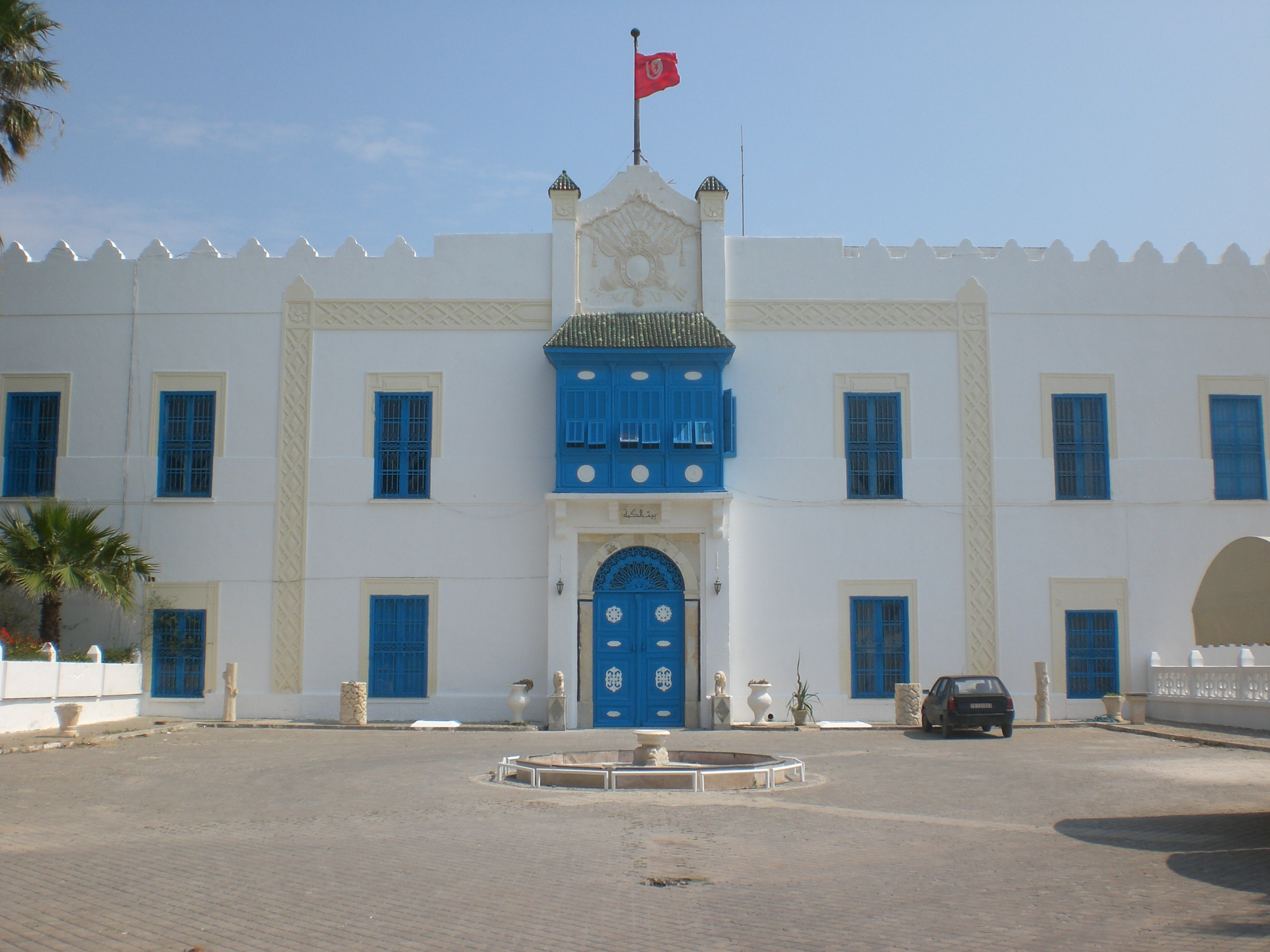
A fachada da Academia Tunisina de Ciências, Letras e Artes Beit al-Hikma, uma instituição cultural fundada em 1983 que promove a pesquisa e a difusão do conhecimento nas áreas de ciências, letras e artes. A academia está localizada no Palácio do Bardo, um antigo palácio real que abriga também o Museu Nacional do Bardo, famoso pela sua coleção de mosaicos romanos. A imagem mostra a entrada principal da academia, com uma placa que indica o seu nome em árabe e francês, e uma escultura de um leão alado na parede. A imagem foi tirada em 2018 por Mohamed Ali Ben Hamouda, um fotógrafo tunisino.

A Academia Tunisina de Ciências, Letras e Artes «Beit al-Hikma» é uma fundação tunisina criada em 1983.
A academia compreende alguns dos principais escritores e intelectuais de Tunísia, como Mohamed Talbi e Mnaouar Smadah. Ademais, a organização é a maior editora de artigos de investigação científica e de tese do país.
A sua sede, concedida pelo Estado, é o palácio Zarrouk, situado em Cartago, no número 25 da Avenida da República.

## História
O objectivo inicial da criação da academia foi comemorar a época das casas do saber, bem como reviver a instituição fundada no século IX em Kairuán.
A fundação foi elevada por uma lei de 1996 à categoria de empresa pública de carácter não administrativo, dotada de personalidade civil e de independência financeira, e denominada Academia Tunisina de Ciências, Letras e Artes «Beit al-Hikma».

## Organização

### Conselho executivo
O conselho executivo tem sido presidido sucessivamente por:
- 2011-2012: Mohamed Mahjoub[6]
- 2012-2015: Hichem Djaït[7]
- 2015-: Abdelmajid Charfi[8]

### Conselho académico
Mohamed Talbi foi nomeado presidente do conselho académico para o ano de 2011.

### Conselho científico
O conselho científico foi criado em 2011.

### Membros da Academia
Em cada departamento distingue-se entre membros activos residentes na Tunísia, membros activos não residentes em Tunísia, membros associados de nacionalidade estrangeira e membros correspondentes.
Em 2017, a composição era a seguinte:
|                                                 | Departamento | Departamento                                                                  | Departamento | Departamento | Departamento |
| Ciências humanas e sociais                      | Ciências islâmicas | Ciências naturais e matemáticas                                               | Letras | Artes | |
| ----------------------------------------------- | --- | ----------------------------------------------------------------------------- | --- | --- | --- |
| Membros activos residentes em Tunísia           | - Sadok Belaïd - Yadh Ben Achour - Mahmoud Ben Romdhane - Azedine Beschaouch - Mongi Bourgou - Mounira Chapoutot Remadi - Abdelhamid Henia - Mehdi Mabrouk - Ammar Mahjoubi - Abdessalem Mseddi - Malika Ouelbani - Jaleleddine Saïd - Abdejelil Temimi - Fethi Triki | - Hichem Djaït - Hmida Ennaïfer - Mohamed Habib Marzouki - Mokdad Arfa Mensia | - Mohamed Salah Abbassi - Zohra Ben Lakhdhar Akrout - Rafik Boukhris - Mohamed El Ayeb - Abdelhamid Hassairi - Anouar Jarraya - Radhi Jazi - Souad Kammoun Chouk - Ahmed Marrakchi | - Jelloul Azzouna - Alia Baccar Bornaz - Raja Bahri Yassine - Emna Belhaj Yahia - Béchir Ben Slama - Mohamed Slaheddine Cherif - Mounir Fendri - Mohamed Rached Hamzaoui - Mounir Khélifa - Ali Louati - Azedine Madani - Mabrouk Mannai - Moncef Ouhaibi - Hamadi Sammoud - Mahmoud Tarchouna | - Kahéna Attia - Jalila Baccar - Ferid Boughedir - Rafik El Kamel - Mahmoud Guettat - Fadhel Jaïbi - Samir Triki |
| Membros activos não residentes na Tunísia       | - Fethi Ben Slama - Omar Charni - Ahmed Hasnaoui - Mondher Kilani - Mustapha Tlili - Melika Zghal | —                                                                             | - Ridha Arem - Mohamed Larbi Bouguerra - Salem Chouaïb | — | - Anouar Braham                                                                                                  |
| Membros associados de nacionalidade estrangeira | - Abdessalem Cheddadi - Noam Chomsky - Wajih Kawtharani - Nacif Nassar - Abou El Kacem Saâdallah - Elias Sanbar - Houria Sinaceur | - Fred Donner - Hassen Hanafi - Gudrun Krämer - André Vauchez                 | - Roshdi Rashed - Elias Zerhouni | - Alaa Aswany - Waciny Laredj | — |
| Membros correspondentes                         | - Amor Belhedi - Faouzia Farida Charfi - Mohamed Hassen - Mohamed Kerrou - Mohamed Mahjoub - Francisco Carrillo Montesinos - Mustapha Kamal Nabli | - Mohamed Bouhlel - Mohamed Chtiwi - Nejia Ouriemmi                           | - Habib Ammari - Ali Baklouti - Kamel Barkaoui - Raouf Bennaceur - Mustapha Besbes - Habiba Bouhamed Chaabouni - Bahri Rezig - Khalifa Trimèche                                    | - Samir Marzouki | - Samir Becha - Ridha Behi - Mehdi Dellagi - Anis Meddeb                                                         |